# Дамбрек, Питер
Питер Дамбрек (англ. Peter Dumbreck; родился 13 октября 1973 в Кирккалди) — гонщик из Шотландии.

## Биография
В 1994 г он доминировал в чемпионате Британской Формулы «Воксхолл Джуниор» (Vauxhall Junior) и впоследствии в 1996 г с аналогично сильным результатом, когда он выиграл 10 гонок и взял целиком чемпионат Формулы «Воксхолл».
В 1998 г он взял титул в Японской Формуле 3 и побил рекорд с восемью победами в десяти гонках.
Отдельной ступенью для Питера Дамбрека в сезоне 1998 г в Формуле 3 была победа в Гран-При Макао — гонке, которая традиционно привлекает участников из топ-пилотов Формулы-3 со всего мира.
В 1999 году Питер Дамбрек на мгновение стал известен во всем мире, когда он не только выжил, но вышел невредимым из ужасающего высокоскоростного инцидента по ходу гонки «24 часа Ле-Ман», когда его Mercedes-Benz CLR под номером 5 сделал сальто над дорогой и вылетел в лес на скорости около 300 км/ч . До этого в аналогичные аварии дважды попадал пилот Марк Уэббер в машине № 4: во время ночной практики в четверг и утренней разогревки (warm-up) в субботу. Оставшаяся машина № 6 была снята немедленно, и команда отменила участие во всех остальных гонках на выносливость, включая Американскую серию Ле-Ман.
Когда ДТМ (Deutsche Tourenwagen Masters) вернулся начиная с сезона 2000 г, Дамбрек продолжил гоняться за Мерседес-Бенц в туринговом чемпионате ДТМ до 2002 г. 3-е место в общем зачёте сезона 2001 г было его лучшим результатом. Затем он перешёл в команду Опель в 2003 и 2004. Всего в ДТМ Питер провел 54 гонки и одержал одну победу.
В 2005г Питер Дамбрек вернулся в Японский Супер ГТ (JGTC/Super GT) гоняясь на Тойота, которая стала Лексусом на 2006 г. Его первая победа за Лексус случилась 4 мая 2006 г.